# Vlak bez voznog reda
Vlak bez voznog reda é um filme de drama iugoslavo de 1959 dirigido por Veljko Bulajić.
Foi selecionado como representante da Iugoslávia à edição do Oscar 1960, organizada pela Academia de Artes e Ciências Cinematográficas.

## Elenco
- Stole Aranđelović - Lovre
- Inge Ilin
- Olivera Markovic - Ike
- Tana Mascarelli - Jolina zena
- Milan Milosevic
- Ivica Pajer
- Lia Rho-Barbieri
- Vjera Simic